# Bundesministerium für Digitalisierung und Wirtschaftsstandort

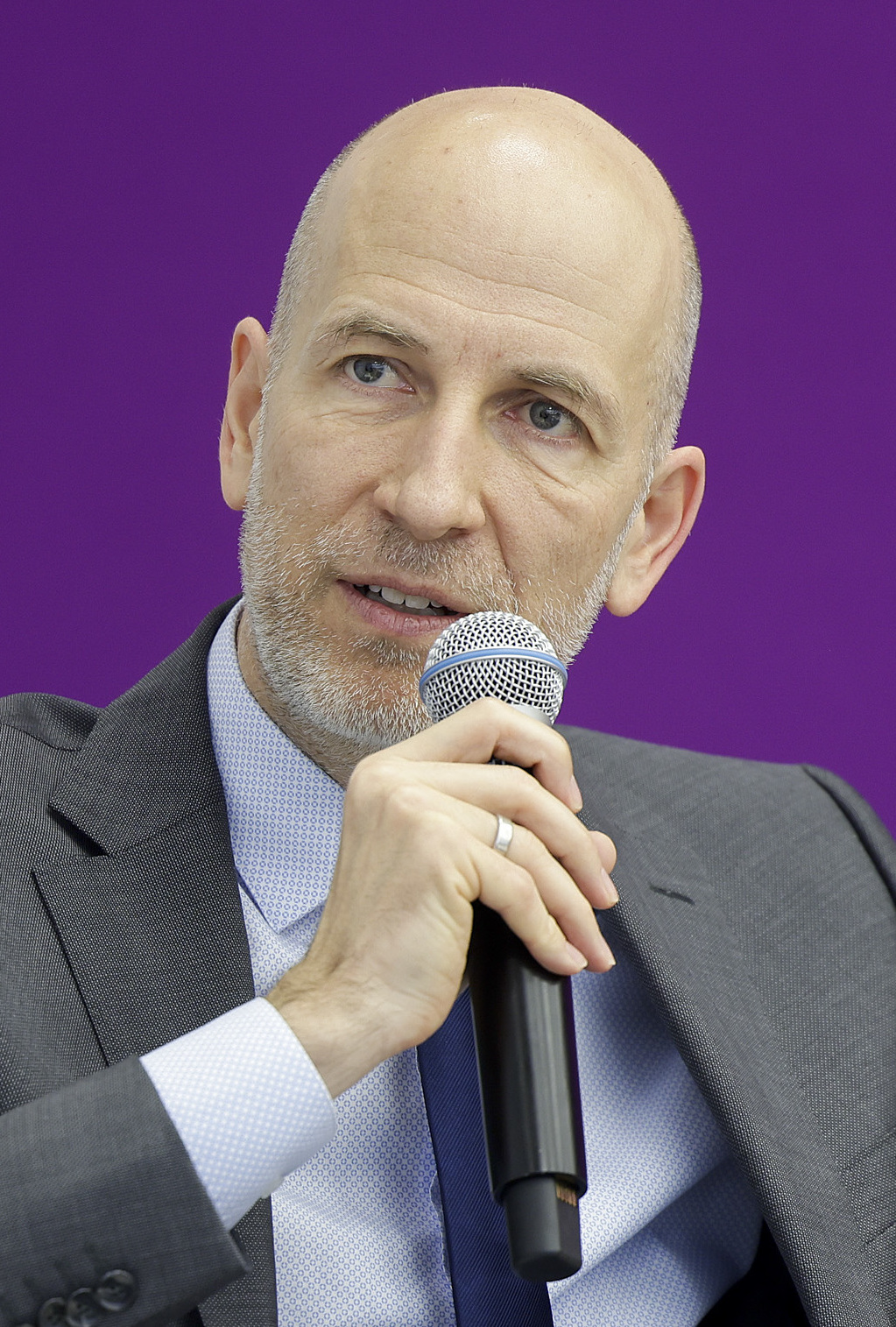
Martin Kocher, Bundesminister für Digitalisierung und Wirtschaftsstandort

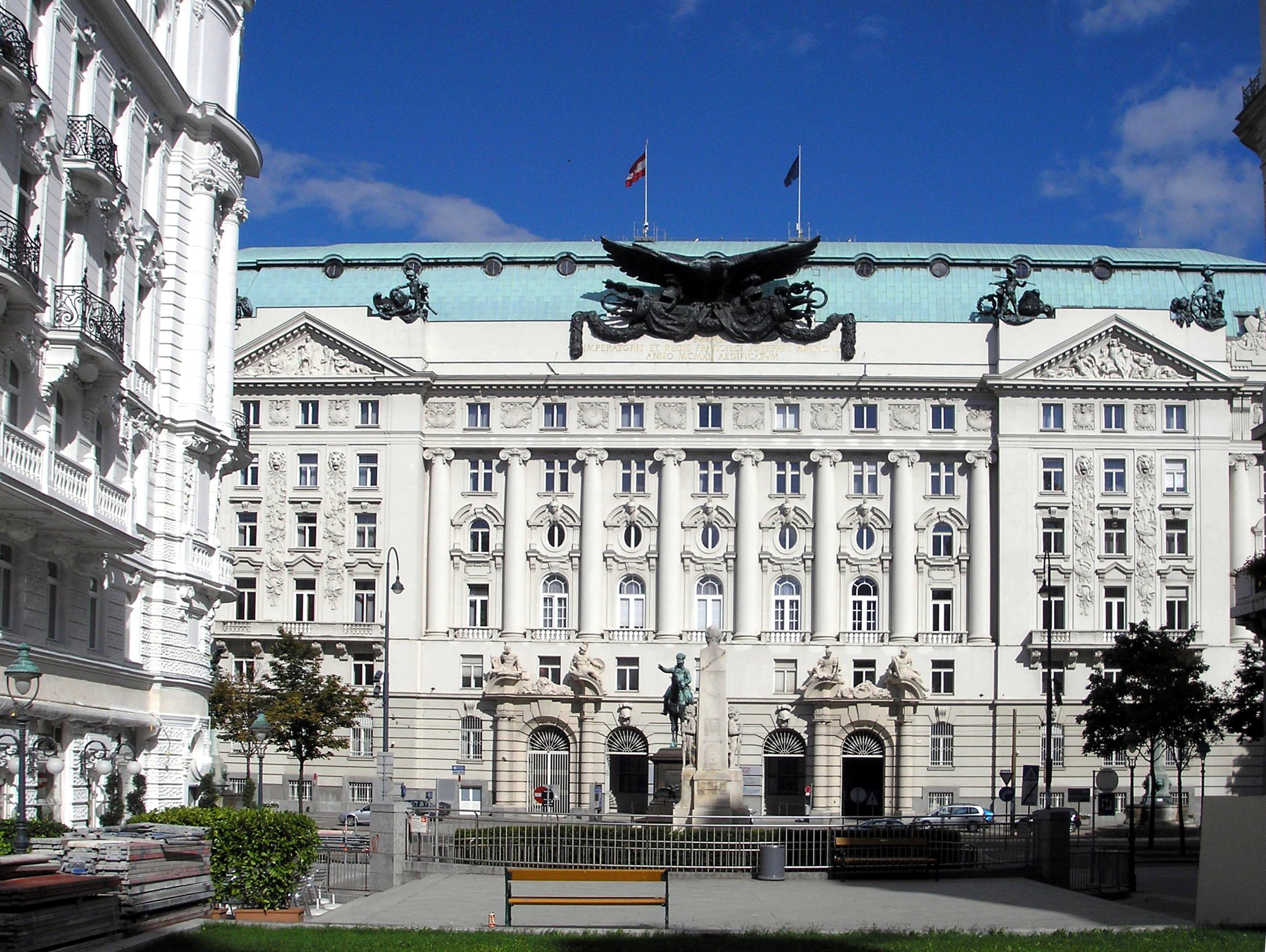
Sitz des Bundesministeriums im Gebäude des ehem. k.u.k. Kriegsministeriums am Stubenring 1

Das Bundesministerium für Digitalisierung und Wirtschaftsstandort (kurz BMDW) war das einerseits für Wirtschaftspolitik, Gewerbe und Industrie und andererseits für die Digitalisierung zuständige Bundesministerium der Republik Österreich. Es ist mit dem 8. Jänner 2018 aus dem Bundesministerium für Wissenschaft, Forschung und Wirtschaft hervorgegangen, hat jedoch die Kompetenzen und die Zuständigkeiten für Forschung und Wissenschaft dem Bundesministerium für Bildung abgegeben. Das österreichische Wirtschaftsministerium bildete sich aus einem Handels- und Gewerbeministerium (zeitweise auch Arbeitsministerium), Industrie-, Energie- und Bautenministerium, mit öffentlichen Arbeiten (zeitweise auch Verkehrsministerium), welche sich noch aus Monarchiezeiten herleiten. Mit dem Arbeitsministerium Bundesministerium für Arbeit, Soziales und Konsumentenschutz, dem Technologieministerium Bundesministerium für Verkehr, Innovation und Technologie und dem Bundesministerium für Land- und Forstwirtschaft, Umwelt und Wasserwirtschaft gibt es derzeit in Österreich noch drei weitere Ministerien für wirtschaftliche Angelegenheiten, die sich speziell um Arbeitsmarktpolitik, um Forschung und Entwicklung, respektive um Land-, Forst- und Wasserwirtschaft kümmern. Das österreichische Familienministerium (mit Jugend) wurde 1983 von Fred Sinowatz geschaffen (und umfasste zeitweise auch Frauen und Konsumentenschutz oder war mit einem Sozialministerium vereint). Mit der Umbildung der Ministeriumsstruktur unter Kanzler Fayman wurden die Agenden der Wirtschaftspolitik mit dem der Familienpolitik, einem klassischen Kernportefeuille eines Sozialministeriums, zusammengefasst, gleichzeitig aber die Arbeitsmarktpolitik, ebenfalls eine Aufgabe eines Wirtschaftsministerium, dem Sozialministerium zugeteilt, sodass sich heute zwei Ministerien sowohl um sozialpolitische wie um wirtschaftsrelevante Angelegenheiten kümmern. Diese Aufteilung ist eine Reaktion auf die Lage in der globalen Finanz- und Wirtschaftskrise seit 2007. Der Bereich des Bundesministeriums für Wirtschaft, Familie und Jugend umfasst zurzeit die Rechtsmaterie von ca. 110 Bundesgesetzen, 625 Verordnungen und zahlreichen Kundmachungen sowie bilateraler und multilateraler Abkommen, die im Bundesgesetzblatt für die Republik Österreich kundgemacht sind.
Bei der Regierungsumbildung im Juli 2022 wanderte das Digitalisierungsressort ins Finanzministerium und das Wirtschaftsressort ging im Bundesministerium für Arbeit und Wirtschaft auf.

## Geschichte
|                        | Handels- / Industrieministerium | Bautenministerium | Arbeitsministerium | Arbeitsministerium | Familien- und Jugendministerium | Familien- und Jugendministerium |                                                                              |
| Wirtschaftsministerium | Wirtschaftsministerium | | Arbeitsministerium | Arbeitsministerium | Familien- und Jugendministerium | Familien- und Jugendministerium |                                                                              |
| ---------------------- | --- | --- | --- | --- | --- | --- | ---------------------------------------------------------------------------- |
| 1848                   | Ministerium für Handel und öffentliche Arbeiten | | | | | |                                                                              |
| 1861–1867              | Ministerium für Handel und Volkswirtschaft | | | | | |                                                                              |
| 1867–1918              | ? | | | | | |                                                                              |
| 1918                   | Staatsamt für Gewerbe, Industrie und Handel und Staatsamt für Kriegs- und Übergangswirtschaft | | | | | |                                                                              |
| 1919                   | Staatsamt für Handel und Gewerbe, Industrie und Bauten | Staatsamt für Handel und Gewerbe, Industrie und Bauten | | | | |                                                                              |
| 1920                   | Bundesministerium für Handel und Gewerbe, Industrie und Bauten | Bundesministerium für Handel und Gewerbe, Industrie und Bauten | | | | |                                                                              |
| 1923–1938              | Bundesministerium für Handel und Verkehr | Bundesministerium für Handel und Verkehr | Bundesministerium für soziale Verwaltung | Bundesministerium für soziale Verwaltung | | |                                                                              |
| 1945                   | Staatsamt für Industrie, Gewerbe, Handel und Verkehr | Staatsamt für Industrie, Gewerbe, Handel und Verkehr | Bundesministerium für soziale Verwaltung | Bundesministerium für soziale Verwaltung | | |                                                                              |
| 1945–1966              | Bundesministerium für Handel und Wiederaufbau | Bundesministerium für Handel und Wiederaufbau | Bundesministerium für soziale Verwaltung | Bundesministerium für soziale Verwaltung | | |                                                                              |
| 1966–1987              | Bundesministerium für Handel, Gewerbe und Industrie | Bundesministerium für Bauten und Technik | Bundesministerium für soziale Verwaltung | Bundesministerium für soziale Verwaltung | 1983 | Bundesministerium für Familie, Jugend und Konsumentenschutz |                                                                              |
| 1987                   | Bundesministerium für wirtschaftliche Angelegenheiten | Bundesministerium für wirtschaftliche Angelegenheiten | Bundesministerium für Arbeit und Soziales | Bundesministerium für Arbeit und Soziales | Bundesministerium für Umwelt, Jugend und Familie | Bundesministerium für Umwelt, Jugend und Familie |                                                                              |
| 1987                   | Bundesministerium für wirtschaftliche Angelegenheiten | Bundesministerium für wirtschaftliche Angelegenheiten | Bundesministerium für Arbeit und Soziales | Bundesministerium für Arbeit und Soziales | 1995 | Bundesministerium für Jugend und Familie |                                                                              |
| 1987                   | Bundesministerium für wirtschaftliche Angelegenheiten | Bundesministerium für wirtschaftliche Angelegenheiten | 1997 | Bundesministerium für Arbeit, Gesundheit und Soziales | 1996 | Bundesministerium für Umwelt, Jugend und Familie |                                                                              |
| 2000                   | Die meisten Angelegenheiten des Wirtschaftsministeriums werden mit dem Ressort Arbeit zusammengefasst, diverse operative Angelegenheiten, vor allem Straßenbau, gehen an das Verkehrsministerium, das Ressort Wasserwirtschaft an das Land- und Forstwirtschaftsministerium. Die Sozialagenden werden mit dem Familienministerium zusammengelegt. | Die meisten Angelegenheiten des Wirtschaftsministeriums werden mit dem Ressort Arbeit zusammengefasst, diverse operative Angelegenheiten, vor allem Straßenbau, gehen an das Verkehrsministerium, das Ressort Wasserwirtschaft an das Land- und Forstwirtschaftsministerium. Die Sozialagenden werden mit dem Familienministerium zusammengelegt. | Die meisten Angelegenheiten des Wirtschaftsministeriums werden mit dem Ressort Arbeit zusammengefasst, diverse operative Angelegenheiten, vor allem Straßenbau, gehen an das Verkehrsministerium, das Ressort Wasserwirtschaft an das Land- und Forstwirtschaftsministerium. Die Sozialagenden werden mit dem Familienministerium zusammengelegt. | Die meisten Angelegenheiten des Wirtschaftsministeriums werden mit dem Ressort Arbeit zusammengefasst, diverse operative Angelegenheiten, vor allem Straßenbau, gehen an das Verkehrsministerium, das Ressort Wasserwirtschaft an das Land- und Forstwirtschaftsministerium. Die Sozialagenden werden mit dem Familienministerium zusammengelegt. | Die meisten Angelegenheiten des Wirtschaftsministeriums werden mit dem Ressort Arbeit zusammengefasst, diverse operative Angelegenheiten, vor allem Straßenbau, gehen an das Verkehrsministerium, das Ressort Wasserwirtschaft an das Land- und Forstwirtschaftsministerium. Die Sozialagenden werden mit dem Familienministerium zusammengelegt. | Die meisten Angelegenheiten des Wirtschaftsministeriums werden mit dem Ressort Arbeit zusammengefasst, diverse operative Angelegenheiten, vor allem Straßenbau, gehen an das Verkehrsministerium, das Ressort Wasserwirtschaft an das Land- und Forstwirtschaftsministerium. Die Sozialagenden werden mit dem Familienministerium zusammengelegt. |                                                                              |
| 2000                   | Bundesministerium für Wirtschaft und Arbeit | Bundesministerium für Wirtschaft und Arbeit | Bundesministerium für Wirtschaft und Arbeit | Bundesministerium für Wirtschaft und Arbeit | Bundesministerium für soziale Sicherheit und Generationen | Bundesministerium für soziale Sicherheit und Generationen |                                                                              |
| 2000                   | Bundesministerium für Wirtschaft und Arbeit | Bundesministerium für Wirtschaft und Arbeit | Bundesministerium für Wirtschaft und Arbeit | Bundesministerium für Wirtschaft und Arbeit | 2003 | Bundesministerium für soziale Sicherheit, Generationen und Konsumentenschutz | Bundesministerium für soziale Sicherheit, Generationen und Konsumentenschutz |
| 2000                   | Bundesministerium für Wirtschaft und Arbeit | Bundesministerium für Wirtschaft und Arbeit | Bundesministerium für Wirtschaft und Arbeit | Bundesministerium für Wirtschaft und Arbeit | 2007 | Bundesministerium für Gesundheit, Familie und Jugend | Bundesministerium für Gesundheit, Familie und Jugend                         |
| 2008                   | Bundesministerium für Wirtschaft, Familie und Jugend | Bundesministerium für Wirtschaft, Familie und Jugend | Bundesministerium für Arbeit, Soziales und Konsumentenschutz | Bundesministerium für Arbeit, Soziales und Konsumentenschutz | Bundesministerium für Arbeit, Soziales und Konsumentenschutz | Bundesministerium für Wirtschaft, Familie und Jugend | Bundesministerium für Wirtschaft, Familie und Jugend                         |
| 2014                   | Bundesministerium für Wissenschaft, Forschung und Wirtschaft | Bundesministerium für Wissenschaft, Forschung und Wirtschaft | Bundesministerium für Arbeit, Soziales und Konsumentenschutz | Bundesministerium für Arbeit, Soziales und Konsumentenschutz | Bundesministerium für Arbeit, Soziales und Konsumentenschutz | Bundesministerium für Familien und Jugend | Bundesministerium für Familien und Jugend                                    |
| 2018                   | Bundesministerium für Digitalisierung und Wirtschaftsstandort | Bundesministerium für Digitalisierung und Wirtschaftsstandort | Bundesministerium für Arbeit, Soziales, Gesundheit und Konsumentenschutz | Bundesministerium für Arbeit, Soziales, Gesundheit und Konsumentenschutz | Bundesministerium für Arbeit, Soziales, Gesundheit und Konsumentenschutz | Bundeskanzleramt | Bundeskanzleramt                                                             |
| 2020                   | Bundesministerium für Digitalisierung und Wirtschaftsstandort | Bundesministerium für Digitalisierung und Wirtschaftsstandort | Bundesministerium für Arbeit, Familie und Jugend | Bundesministerium für Arbeit, Familie und Jugend | Bundesministerium für Arbeit, Familie und Jugend | Bundesministerium für Arbeit, Familie und Jugend |                                                                              |
| 2021                   | Bundesministerium für Digitalisierung und Wirtschaftsstandort | Bundesministerium für Digitalisierung und Wirtschaftsstandort | 2021 | Bundesministerium für Arbeit | 2021 | |                                                                              |
| 2022                   | Bundesministerium für Arbeit und Wirtschaft | Bundesministerium für Arbeit und Wirtschaft | Bundesministerium für Arbeit und Wirtschaft | Bundesministerium für Arbeit und Wirtschaft | Bundesministerin für Frauen, Familie, Integration und Medien im Bundeskanzleramt | Bundesministerin für Frauen, Familie, Integration und Medien im Bundeskanzleramt |                                                                              |

## Aufgaben
Das Bundesministerium für Digitalisierung und Wirtschaftsstandort ist zuständig für:
- Angelegenheiten des Gewerbes und der Industrie, soweit sie nicht in den Wirkungsbereich des Bundesministeriums für Klimaschutz, Umwelt, Energie, Mobilität, Innovation und Technologie fallen.
  - Angelegenheiten des Handels und der Verrichtung von Dienstleistungen.
  - Angelegenheiten des Gewerberechts mit Ausnahme von Rohrleitungsangelegenheiten.
  - Angelegenheiten des Ladenschlusses.
  - Gewerbliche und industrielle Forschung. Angelegenheiten der Österreichischen Forschungsförderungsgesellschaft mbH und der Austria Wirtschaftsservice Gesellschaft mit beschränkter Haftung, und zwar jeweils im Einvernehmen mit dem Bundesministerium für Klimaschutz, Umwelt, Energie, Mobilität, Innovation und Technologie.
  - Angelegenheiten der betrieblichen Berufsausbildung und Berufsfortbildung.
- Angelegenheiten der Wirtschafts- und Strukturpolitik auf Sachgebieten, die in die Zuständigkeit des Bundesministeriums fallen.
- Ordnung des Binnenmarktes, soweit sie nicht in die Zuständigkeit des Bundesministeriums für Landwirtschaft, Regionen und Tourismus oder unter Z 2 und 4 fällt.
- Angelegenheiten der Preisregelung, Preisüberwachung und Preistreiberei, soweit sie nicht in den Wirkungsbereich des Bundesministeriums für Arbeit, Soziales, Gesundheit und Konsumentenschutz fallen.
- Wettbewerbsangelegenheiten.
  - Dazu gehören insbesondere auch Angelegenheiten der staatlichen Beihilfen und der Wettbewerbskontrolle.
- Angelegenheiten der beruflichen Vertretung der auf dem Gebiet des Handels, des Gewerbes und der Industrie selbständig Berufstätigen.
- Angelegenheiten der Wirtschaftstreuhänder einschließlich ihrer beruflichen Vertretung, soweit sie nicht in die Zuständigkeit des Bundesministeriums für Finanzen fallen.
- Wahrnehmung handels- und wirtschaftspolitischer Angelegenheiten gegenüber dem Ausland einschließlich Exportcluster sowie die Vorbereitung und Verhandlung von Staatsverträgen auf diesem Gebiet, soweit es sich nicht um Angelegenheiten der wirtschaftlichen Integration, um Angelegenheiten des Europarates und der OECD sowie der Vereinten Nationen einschließlich UNCTAD und ECE handelt.
- Unbeschadet Art. 65 Abs. 1 B-VG Vertretung der Republik Österreich in den in Z 8 genannten Angelegenheiten gegenüber ausländischen Staaten und anderen Völkerrechtssubjekten einschließlich zwischenstaatlicher Organisationen mit Ausnahme der Europäischen Union, des Europarates und der OECD sowie der Vereinten Nationen einschließlich UNCTAD und ECE.
- Angelegenheiten der österreichischen Vertretungsbehörde bei der WTO, wobei jedoch mit dieser im Wege des Bundesministeriums für europäische und internationale Angelegenheiten zu verkehren ist.
- Verkehr auch mit anderen österreichischen Vertretungsbehörden als der in Z 10 genannten im Ausland in Angelegenheiten der Z 8 im Wege des Bundesministeriums für europäische und internationale Angelegenheiten.
- Angelegenheiten der wirtschaftlichen Landesverteidigung einschließlich der Koordination der wirtschaftlichen Landesverteidigung.
- Verwaltung aller Bauten und Liegenschaften des Bundes einschließlich der von Bundeseinrichtungen genutzten Liegenschaften, soweit sie nicht in den Wirkungsbereich eines anderen Bundesministeriums fallen.
  - Soweit sie nicht in den Wirkungsbereich eines anderen Bundesministeriums fallen, die Angelegenheiten des staatlichen Hochbaus, insbesondere:
    - Koordination der hochbaulichen Bedarfs- und Beschaffungsplanung (Standorte, Objekte, Nutzungen, Ausstattung, Kostenrahmen) auf Basis der mittel- und langfristigen Ziel- und Infrastrukturplanungen der Bundesministerien;
    - Erarbeitung von Prioritäten, Investitions- und Finanzierungsplänen für den Neubau, den Ausbau und die Erhaltung in Zusammenarbeit mit den nutzenden Ressorts;
    - Erarbeitung technischer und technisch-wirtschaftlicher Leitlinien;
    - Koordinierte Begutachtung von Projekten zur Wahrung bundeseinheitlicher Standards der Raumerfordernisse, der Umweltgerechtigkeit (Schadstoffbelastung, Energieeinsparung) sowie der architektonischen und funktionellen Gestaltung; dies im Rahmen des jeweiligen Termin- und Kostenplanes;
    - Sammlung und Auswertung von Raum- und Objektdaten der von Bundeseinrichtungen genutzten oder von Gesellschaften des Bundes genutzten Liegenschaften;
    - Angelegenheiten des Abschlusses von für die Bundesverwaltung verbindlichen Rahmenverträgen auf dem Gebiet der Beschaffung von Energielieferungen;
    - die Koordination des gesamten Raummanagements des Bundes im In- und Ausland, einschließlich in Bestand genommener Objekte und solcher, die ansonsten in die Verwaltung eines anderen Ressorts fallen;
    - die Erarbeitung eines Bedarfsplanes für die gesamte Raumnutzung des Bundes unter Zugrundelegung der Planungen der Fachressorts als Grundlage für die Mietenbudgetierung;
    - die Bestimmungen der lit. g und h gelten für das Bundesministerium für Landesverteidigung nur insoweit, als dadurch die Erfüllung der Verpflichtungen gemäß § 23 des Bundesimmobiliengesetzes, BGBl. I Nr. 141/2000, umfasst sind.

  - Die Verwaltung der Anteilsrechte des Bundes an der Schloß Schönbrunn Kultur- und Betriebsgesellschaft m.b.H. und der Schönbrunner Tiergartengesellschaft m.b.H., solange der Bund Gesellschafter ist.
- Baukoordinierung.
- Bundesmobilienverwaltung.
  - Dazu gehören insbesondere auch die Angelegenheiten des Hofmobiliendepots – Möbel Museum Wien und der Silberkammer.
- Angelegenheiten des Bau-, Wohnungs- und Siedlungswesens.
  - Angelegenheiten des Wiederaufbaues der durch die Kriegsereignisse zerstörten Bauten; Wohnbauförderung einschließlich der Angelegenheiten der zu diesem Zweck errichteten Fonds.
  - Volkswohnungswesen und Kleingartenwesen.
  - Enteignung zum Zweck der Assanierung und andere Assanierungsmaßnahmen.
  - Bautechnische Angelegenheiten des Zivilschutzes sowie der Raum- und Landesplanung.
  - Angelegenheiten der Koordination der raumbezogenen Grundlagen im Krisenmanagement.
- Technisches Versuchswesen; Beschussangelegenheiten; Maß-, Gewichts-, Eich- und Vermessungswesen; Angelegenheiten aller anderen technischen Prüf- und Sicherheitszeichen mit Ausnahme des Punzierungswesens; Normenwesen.
- Angelegenheiten der Normalisierung und Typisierung elektrischer Anlagen und Einrichtungen sowie Sicherheitsmaßnahmen auf diesem Gebiet.
- Vermarkung und Vermessung der Staatsgrenzen.
- Angelegenheiten des Maschinen- und Kesselwesens.
- Angelegenheiten des Ingenieur- und Ziviltechnikerwesens einschließlich der Angelegenheiten ihrer beruflichen Vertretungen.
- Einrichtung eines Sicherheitskontrollsystems und Ausfuhrkontrolle zur Gewährleistung der friedlichen Verwendung der Atomenergie; Beschränkung des Transfers von Nukleartechnologie.
- Regionalförderung, soweit es sich um einzelbetriebliche Förderungsmaßnahmen im industriell-gewerblichen Bereich handelt.
- Angelegenheiten des ERP-Fonds sowie des Verkehrs mit den für wirtschaftliche Hilfsmaßnahmen zuständigen Stellen der Vereinigten Staaten von Amerika in diesen Angelegenheiten.
- Angelegenheiten staatseigener Unternehmen, soweit sie nicht in den Wirkungsbereich eines anderen Bundesministeriums fallen.
- Angelegenheiten der Digitalisierung einschließlich der staatlichen Verwaltung für das Service und die Interaktion mit Bürgern und Unternehmen.
  - Allgemeine Digitalisierungsstrategie.
  - Angelegenheiten des E-Governments.
  - Koordination und zusammenfassende Behandlung in Angelegenheiten der Informationstechnologien.
  - Allgemeine Angelegenheiten einschließlich der Koordination, der Planung und des Einsatzes der automationsunterstützten Datenverarbeitung sowie der Beurteilung von Anwendungen der automationsunterstützten Datenverarbeitung unter Gesichtspunkten der Wirtschaftlichkeit, Zweckmäßigkeit und Sparsamkeit und des ressortübergreifenden Wirkungscontrollings sowie der Verwaltungsreform und des Datenschutzes.
  - Koordination in Angelegenheiten der elektronischen Informationsübermittlung.
  - Bereitstellung eines ressortübergreifenden elektronischen Bürgerinformationssystems.
  - Bereitstellung des Rechtsinformationssystems und des E-Rechts.
  - Angelegenheiten der BRZ GmbH.

## Organisation
Das Bundesministerium für Digitalisierung und Wirtschaftsstandort gliedert sich wie folgt:
- Bundesministerin für Digitalisierung und Wirtschaftsstandort
  - Kabinett der Bundesministerin
- Generalsekretär
  - Stabsstelle Revision
  - Präsidialsektion
    - Abteilung Präs/1: Budget
      - Referat Präs/1a: Schnittstelle Buchhaltungsagentur
      - Referat Präs/1b: Kosten- und Leistungsrechnung, Prüfung von Förderungen
      - Referat Präs/1c: Wirkungscontrollingstelle
      - Referat Präs/1d: Amtswirtschafststelle
      - Kraftwagendienst
      - Sozialraum Zentralleitung

    - Abteilung Präs/2: Rechtskoordination
      - Referat Präs/2a: Vertragsverletzungs- und EuGH-Verfahren, Menschenrechtskoordination

    - Abteilung Präs/3: Vergaberecht
    - Abteilung Präs/4: Informationsmanagement
      - Referat Präs/4a: Ministerrat und parlamentarische Anfragen
      - Referat Präs/4b: Auszeichnungsangelegenheiten für Nicht-Ressortangehörige

    - Abteilung Präs/5: Öffentlichkeitsarbeit
      - Referat Präs/5a: Presse
      - Referat Präs/5b: Soziale Medien, Inter- und Intranet, Servicestellen

    - Abteilung Präs/6: Infrastruktur
    - Gruppe Präs/A
      - Abteilung Präs/A/7: HR-Strategie, Compliance und Dienststellen
        - Referat Präs/A/7a: Besoldung
        - Referat Präs/A/7b: Dienstreisen-Servicestelle

      - Abteilung Präs/A/8: Personalwesen
        - Referat Präs/A/8a: Stellenbeschreibung und -bewertung

      - Abteilung Präs/A/9: Personal- und Organisationsentwicklung
        - Ministerialkanzleidirektion
        - Kanzleistelle I
        - Kanzleistelle II

      - Abteilung Präs/A/11: Clusterbibliothek - Bibliothek und Dokumentation

    - Abteilung Präs/10: Veranstaltungsmanagement

  - Sektion I: Digitalisierung und E-Government
    - Gruppe I/A
      - Abteilung I/A/1: Digitale Strategien und Innovation
      - Abteilung I/A/2: Internationale Beziehungen und Legistik; E-Government-Strategie
        - Referat I/A/2a: Digitales und E-Government - Internationales

      - Abteilung I/A/3: Digitalisierung der Gesellschaft, Projekt-Reporting und -Marketing

    - Gruppe I/B
      - Abteilung I/B/4: E-Government Bürger
      - Abteilung I/B/5: E-Government Unternehmen
      - Abteilung I/B/6: E-Government Bund/Verwaltung
      - Abteilung I/B/7: IKT des BMDW und IKT-Konsolidierung des Bundes

    - Abteilung I/8: Rechtsabteilung der Sektion, Strategische Budgetangelegenheiten und Prozessmanagement

  - Sektion II: Wirtschaftsstandort, Innovation und Internationalisierung
    - Gruppe II/A
      - Abteilung II/A/1: Innovationsstrategien und -kooperationen
        - Referat II/A/1a: Angelegenheiten der europäischen und internationalen Forschungs- und Innovationskooperationen

      - Abteilung II/A/2: Schlüsseltechnologien

    - Abteilung II/3: Standort und Unternehmensfinanzierung
      - Referat II/3a: Startups und Gründungspolitik

    - Abteilung II/4: KMU
    - Abteilung II/5: Ansiedlungen und Unternehmensservice
    - Gruppe II/B
      - Abteilung II/B/6: Osteuropa, Zentralasien, Internationalisierungsoffensive
        - Referat II/B/6a: Internationalisierungsoffensive und Projektfinanzierung

      - Abteilung II/B/7: Europa, Nationale Kofinanzierung im Rahmen der ETZ
      - Abteilung II/B/8: Amerika, Afrika, Naher und Mittlerer Osten, Weltausstellungen (EXPO)
        - Referat II/B/8a: Weltausstellungen (EXPO)

      - Abteilung II/B/9: Asien und Pazifik

    - Abteilung II/10: Volkswirtschaftliche Grundsatzabteilung und Analyse

  - Sektion III: EU und internationale Marktstrategien
    - Gruppe III/A
      - Abteilung III/A/1: Handels- und Investitionspolitik
        - Referat III/A/1a: Dienstleistungen und Direktinvestitionen

      - Abteilung III/A/3: EU-Koordination und EU-Binnenmarkt
      - Abteilung III/A/6: OECD, Nachhaltigkeit
        - Referat III/A/6a: Österreichischer Nationaler Kontaktpunkt (NKP) für die OECD-Leitsätze für multinationale Unternehmen

    - Abteilung III/2: Exportkontrolle
      - Referat III/2a: Verteidigungsgüter und Feuerwaffen
      - Referat III/2b: Dual-Use, Embargo und Antifolter
      - Referat III/2c: Technische Angelegenheiten und Endverwenderprüfung

    - Abteilung III/4: EU-Beihilfenrecht
    - Abteilung III/5: Wettbewerbspolitik und -recht
    - Abteilung III/7: Handels- sowie wettbewerbspolitische Analysen und Strategien
    - Abteilung III/8: Außenwirtschaftsrecht und Legistik
    - Abteilung III/9: Investitionskontrolle

  - Sektion IV: Nationale Marktstrategien
    - Gruppe IV/A
      - Abteilung IV/A/1: Gewerberecht
      - Abteilung IV/A/2: Gewerbetechnik, Druckgeräte, Kesselwesen
      - Abteilung IV/A/3: Elektrotechnik; Beschusswesen
      - Abteilung IV/A/4: Metrologie, Vermessung, Geoinformation
      - Abteilung IV/A/6: Juristisch - technischer Dienst
        - Referat IV/A/6a: Gewerberechtsvollziehung

    - Abteilung IV/5: Akkreditierung Austria
    - Abteilung IV/7: Berufsausbildung, Fachkräfte
      - Referat IV/7a: Innovation der Lehre

    - Abteilung IV/8: Kammern und Genossenschaftsverbände
    - Abteilung IV/9: Koordination, wirtschaftliche Krisenvorsorge
      - Referat IV/9a: Krisenmanagement

  - Sektion V: Kulturelles Erbe
    - Abteilung V/1: Nutzungsstrategien Gesellschaften und Dienststellen
    - Abteilung V/2: Historische Sammlungen
    - Abteilung V/3: Bau und Haustechnik
    - Abteilung V/4: Bundesimmobilien-Portfolio
      - Referat V/4a: Baubudgetstrategie

    - Abteilung V/5: Rechtsangelegenheiten
    - Abteilung V/6: Grundsätzliche Angelegenheiten, Bundeswohnbaufonds
      - Referat V/6a: Buchhaltung Bundeswohnbaufonds

    - Abteilung V/7: Wohnungs- und Siedlungspolitik

## Geschäftsbereiche
Das Bundesministerium für Digitalisierung und Wirtschaftsstandort hat folgende nachgeordnete Dienststellen:
- Bundeswettbewerbsbehörde
- Burghauptmannschaft Österreich
- Bundesamt für Eich- und Vermessungswesen
- Beschussamt Ferlach
- Beschussamt Wien
- Bundesmobilienverwaltung

Folgende ausgegliederte Einrichtungen sind dem Ressortbereich zuzuordnen:
- Austria Wirtschaftsservice Gesellschaft mbH (50 % BMDW, 50 % BMK)
- Bundesrechenzentrum GmbH
- Österreichische Forschungsförderungsgesellschaft mbH (50 % BMDW, 50 % BMK)
- Schloss Schönbrunn Kultur- und Betriebsgesellschaft mbH
- Schönbrunner Tiergarten GmbH